# Seth Gueko
Seth Gueko, pseudonimo di Nicolas Salvadori (Saint-Ouen-l'Aumône, 27 ottobre 1980), è un rapper francese.

## Discografia

### Album in studio
- 2009 - La chevalière
- 2011 - Michto
- 2013 - Bad Cowboy
- 2015 - Professeur Punchline
- 2016 - Barlou
- 2019 - Destroy
- 2022 - Mange tes morts